# Discomiosis
Discomiosis is een geslacht van vlinders van de familie spanners (Geometridae), uit de onderfamilie Sterrhinae.

## Soorten
- D. anfractilinea Prout, 1915
- D. arciocentra Prout, 1922
- D. crescentifera (Warren, 1902)
- D. synnephes Prout, 1915